# Bernard Landry
Pour les articles homonymes, voir Bernard Landry (homonymie).
Bernard Landry est un avocat, professeur et homme politique québécois, né le 9 mars 1937 à Saint-Jacques et mort le 6 novembre 2018 à Verchères.
Député et ministre de 1976 à 1985, puis de nouveau à partir de 1994, Bernard Landry devient en 2001 chef du Parti québécois et le 28e premier ministre du Québec. Défait lors des élections de 2003, il démissionne de ses fonctions de chef du parti, de chef de l'opposition officielle et de député deux ans plus tard, en 2005.
Sa carrière politique fut marquée notamment par son engagement en faveur de l'ouverture du Québec au commerce international, ainsi que par la signature avec la nation crie de la Paix des braves.

## Biographie

### Enfance
Bernard Landry, de son vrai nom Jean-Bernard Landry, est le fils aîné de Bernard Landry et de Thérèse Granger. Son père est agent d'assurances et chanteur amateur. Il a deux sœurs adoptives. La famille de Bernard Landry était politiquement libérale, « plutôt dans la lignée d'Honoré Mercier ».
Comme plusieurs familles de Saint-Jacques-de-Montcalm, les Landry ont des origines acadiennes. Jean-Baptiste Landry, l’aïeul de la famille, a été forcé de quitter son Acadie natale au moment du Grand Dérangement. Après un exil à Boston, il décida de s'installer dans la région de Lanaudière vers 1770.
Bernard Landry commence son instruction à l'Académie Saint-Louis-de-France, administrée par les Frères de Saint-Gabriel. Selon Bernard Landry, « c'était très français de France à l'époque ». Dès la première année, le frère Conrad le désigne pour être président de classe,, fonction qu'il occupe pendant huit ans. Très tôt, le jeune Bernard Landry se joint aux louveteaux, puis à 12 ans aux scouts.
À 14 ans, il devient pensionnaire au Séminaire de Joliette dirigé par les Clercs de Saint-Viateur, où il occupe aussi chaque année la fonction de président de classe. On y enseigne alors le français, l'anglais, le latin et le grec. Bernard Landry affirme qu'il était parmi les meilleurs élèves ; affirmation qui est contestée par l'abbé Yvon Desrosiers. À l'époque, sa passion est déjà l'Histoire. Bernard Landry aime aussi la philosophie ainsi que le théâtre. Rapidement, il est repéré par le père Alphonse Galarneau qui le recrute comme cadet de l'armée et devient rapidement commandant des cadets.
Vers 15 ans, il assiste à une conférence donnée par un jésuite et portant sur les camps de concentration nazis : il en ressortira à jamais dégoûté par l'antisémitisme et le racisme.
À la fin de son parcours scolaire, il fonde l'Association des étudiants du Séminaire de Joliette, dont il devient le premier président. Pris de charme pour la biologie et la chimie, il se croit destiné à devenir médecin. M. Landry termine son cours classique en 1959 à titre de président de la Promotion.
Bernard Landry devient officier de réserve, ce qui lui permet de financer ses études. Cela l'amène éventuellement à se rendre à Banff, en Alberta, où il découvre « une population des plus variées qui parle presque toutes les langues... sauf le français ». Le jeune homme fut aussi membre de la chancellerie de Joliette de l'Ordre de Jacques-Cartier, une société secrète catholique vouée à la défense des Canadiens français, mais affirme n'en avoir tiré aucun bénéfice.
Selon Michel Vastel, à 22 ans, Bernard Landry est un jeune homme pieux qui se sent Acadien d'abord, Canadien français ensuite.

### Études à l'Université de Montréal
Bernard Landry commence des études à l'Université de Montréal en médecine, mais est rapidement dégoûté par l'étude des cadavres. Maximilien Caron, doyen de la Faculté de droit, lui conseille de changer de discipline. Remarquant que Bernard veut « intervenir sur l'ensemble de la société, pas sur des cas pathologiques individuels », il lui recommande le droit, qu'il décrit comme « une bonne discipline de l'esprit ».
Pendant ses études, Bernard Landry est officier de réserve au sein des Corps-écoles des Officiers canadiens.
C'est à la Faculté de droit qu'il rencontre Lorraine Laporte à l'automne 1960, pour qui c'est le coup de foudre. Le couple se marie le 6 juillet 1963.
Après avoir exercé les fonctions de président de l'association étudiante de la Faculté de droit, Bernard Landry succède à Jean Rochon à la présidence de l'Association générale des étudiants de l'Université de Montréal, l'AGEUM. Il est élu sans opposition. Sous la présidence Landry, l'AGEUM abandonne de plus en plus sa structure corporatiste pour devenir une association revendicatrice défendant les intérêts des étudiants. Ainsi, l'AGEUM et son président se font remarquer par l'opinion publique le 11 décembre 1962, alors que les étudiants prennent d'assaut le Red Ensign de la Place Ville Marie pour protester contre les paroles francophobes prononcées par le président du Canadien National, 
Donald Gordon, qui affirmait le 20 novembre qu'il n'y a aucun Canadien français au conseil d'administration du CN car ils ne sont pas compétents.
En 1963, l'association étudiante demande la désignation d'un recteur laïc ; ce sera le cas à partir de 1966. Bernard Landry parvient par ailleurs à convaincre le Mouvement Desjardins d'ouvrir une caisse laïque à l'Université de Montréal ; jusqu'alors, il fallait être catholique pratiquant pour administrer une caisse populaire. Sur la scène nationale, l'AGEUM revendique un régime de bourses, l'exemption d'impôts du travail en saison estivale, ainsi que la création d'une assurance-vie pour les étudiants et milite en faveur de la nationalisation de l'hydroélectricité et de la création du ministère de l'Éducation.

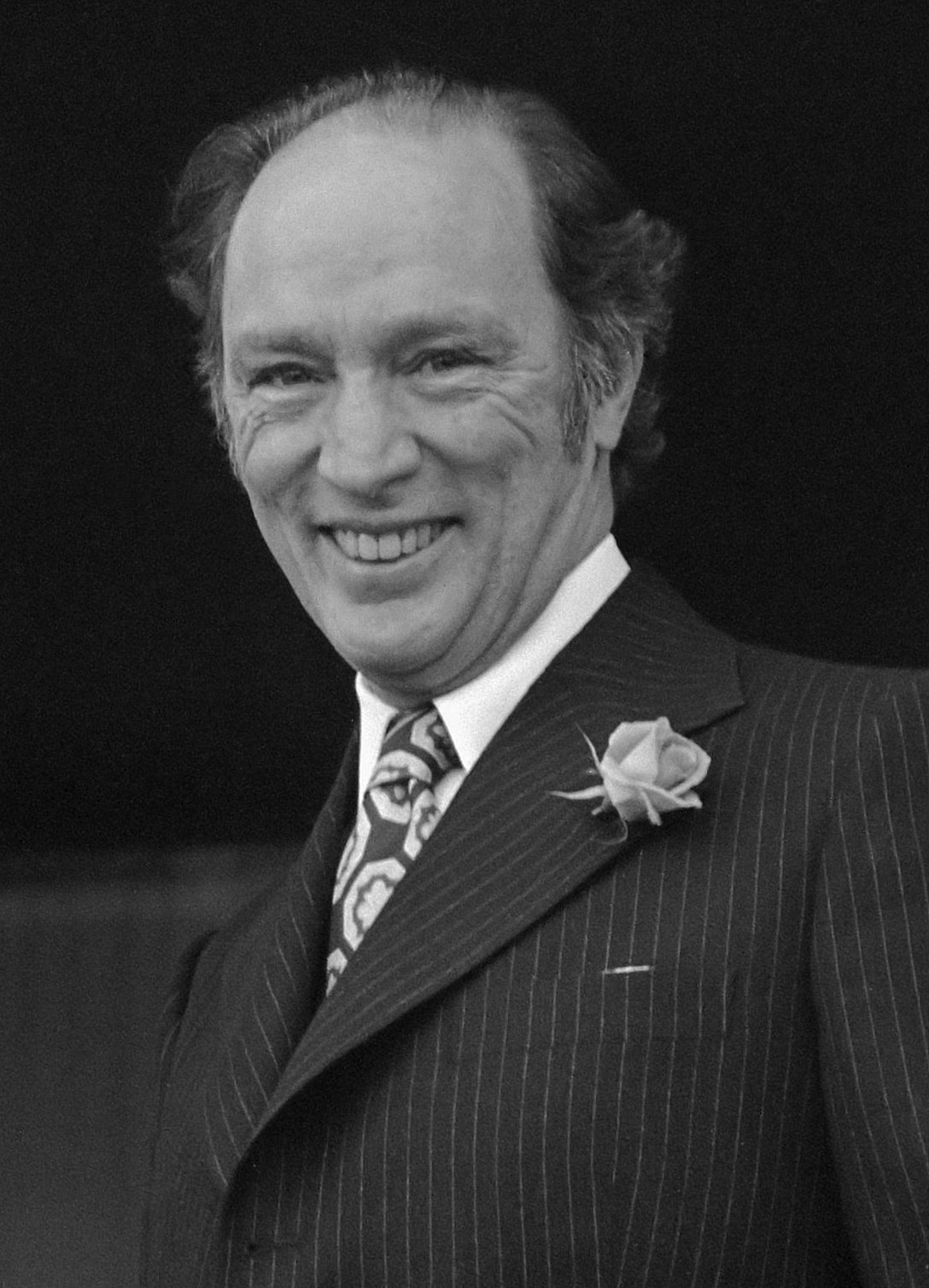
Pierre Elliott Trudeau enseigne le droit à Bernard Landry pendant les années 1960. Les deux hommes s'affrontent ensuite sur la scène politique.

À l'invitation de son professeur Pierre Elliot Trudeau, Bernard Landry accepte en 1963 de siéger au sein du conseil exécutif provisoire de la Ligue des droits de l'Homme, qui sera renommée plus tard Ligue des droits et libertés,. En 1964, il est l’un des cofondateurs de l’Union générale des étudiants du Québec (UGEQ), la première fédération étudiante du Québec.

### Fonctionnaire

#### Premier emploi et débuts en politique
En octobre 1963, M. Landry commence son premier emploi à titre de secrétaire exécutif du Jewish Labor Committee, un syndicat fondé par des réfugiés juifs.
Remarqué par René Lévesque alors qu'il était président de l'AGEUM, Bernard Landry accède à son cabinet en mars 1964, où il occupe les fonctions d'attaché de presse, puis de conseiller politique.
Après un premier essai en 1964, il parvient à être admis au Barreau du Québec l'année suivante, en 1965.

#### Études à l'Institut d'études politiques de Paris
À la fin de l'été 1965, la famille Landry part en France. Bernard étudie à l'Institut d'études politiques de Paris dans la section Économique et Financière. Il a pour professeur Raymond Barre. Il réalise ensuite un stage au ministère des Finances et des Affaires économiques dirigé par Valery Giscard d'Estaing puis Michel Debré.
Rapidement, Bernard Landry fonde l'Association des étudiants québécois en France (AEQF), dont il assume la présidence.
C'est lors de son séjour en France qu'il devient indépendantiste. Bernard Landry est alors séduit par la construction de la Communauté économique européenne, qui permet la liberté des personnes et du commerce dans un vaste espace européen, tout en permettant à la France et aux autres nations-membres de conserver leurs spécificités et leur autonomie.

#### Retour au Québec
À son retour à l'été 1967, il est recruté par le premier ministre unioniste Daniel Johnson, lui aussi un ancien président de l'AGEUM, à titre d'adjoint au directeur général de la planification du ministère des Richesses naturelles. Il occupe aussi les fonctions de coordonnateur pour le Québec du Conseil canadien des ministres des Richesses naturelles, puis de chargé de mission au cabinet du ministre de l'Éducation Jean-Guy Cardinal.
Au moment de la grève étudiante de 1968, Bernard Landry fait partie, avec Pierre Martin et Jean-Paul Desbiens, du triumvirat chargé d'informer le ministère des actions menées par le mouvement étudiant. Souhaitant éviter un « Mai 68 » au Québec, Landry obtient le feu vert du ministre de l'Éducation pour entamer des négociations avec les étudiants. Il rencontre alors Louise Harel, vice-présidente de l'UGEQ, et parvient avec elle à formuler une entente acceptable pour les deux parties, mettant ainsi un terme aux moyens de protestation.

### Saut en politique

#### Militant
Le 2 juillet 1969, René Lévesque annonce que Bernard Landry se joint au Parti québécois, parti souverainiste fondé en octobre 1968.
M. Landry quitte son emploi de fonctionnaire le 15 août et s'installe à Joliette. Il devient juriste chez Lapointe Rosenstein, bureau d'avocats pour lequel il travaillera jusqu'en 1976. Il assume la défense des syndicats dans de nombreuses causes. Son épouse Lorraine Laporte et lui enseignent au cégep.
Bernard Landry se présente une première fois comme candidat dans la circonscription de Joliette lors des élections de 1970. Il obtient 27 % des suffrages et termine troisième, derrière le député sortant unioniste Pierre Roy et le candidat libéral élu Robert Quenneville.
Il se présente de nouveau en 1973, dans Joliette-Montcalm. Bernard Landry est de nouveau défait, mais recueille cette fois 37 % des suffrages. La même année, il est élu au conseil exécutif du Parti québécois.

#### Premier gouvernement Lévesque
À l'automne 1975, M. Landry est forcé par les militants de céder sa place au syndicaliste Guy Chevrette qui devient le nouveau candidat péquiste dans Joliette-Montcalm. La famille Landry s'installe ensuite à Outremont. Bernard Landry est finalement élu député de la circonscription de Fabre lors des élections générales de 1976. Il défait le ministre libéral Gilles Houde par une majorité de 6 000 voix.
René Lévesque le nomme ministre d'État au Développement économique, avec pour mandat de faire contre-poids au puissant ministre des Finances, Jacques Parizeau.
Le 6 septembre 1979, M. Landry présente Bâtir le Québec, un document de 523 pages qui constitue l'énoncé de politique économique du gouvernement péquiste. Le document constate le mauvais état de l'économie du Québec, situation qui serait due aux politiques du gouvernement fédéral plus favorables à l'Ontario, et aux entreprises étrangères qui exportent les ressources naturelles plutôt que les transformer au Québec. Bâtir le Québec propose notamment de mettre l'accent sur l'entreprise privée, de se départir des sociétés publiques en difficulté et de favoriser le commerce extérieur.
Pendant la campagne référendaire de 1980, le ministre d'État dut faire face au grand patronat, qui s'opposait en bloc à la souveraineté du Québec. Responsable des communautés culturelles au sein du parti depuis qu'il y est devenu militant, Bernard Landry s'est notamment engagé à faire la promotion du projet souverainiste auprès de la communauté juive. « J'ai dû visiter autant de synagogues dans ma vie que d'église, sinon plus », expliquait-il. Le 20 mai, le camp du « Oui » perd le référendum, mais Bernard Landry se console en constatant que pas moins de 100% des juifs de Boisbriand auraient voté pour la souveraineté!  

#### Second gouvernement Lévesque
Le Parti québécois est élu à nouveau le 13 avril 1981 avec 49,21 % des suffrages. Bernard Landry est alors confirmé dans ses fonctions de ministre d'État du Développement économique.
En 1982, M. Landry dévoile la suite de Bâtir le Québec intitulée Le virage technologique. Comme son nom l'indique, ce document de 250 pages propose que le Québec investisse dans les nouvelles technologies, ce qui en fait un précurseur en Amérique du Nord, et favorise les exportations.
La même année, René Lévesque décide d'abolir les ministères d'État. Bernard Landry est alors nommé ministre délégué au Commerce extérieur le 9 septembre 1982. À la tête de ce ministère, M. Landry fait activement la promotion du libre-échange avec les États-Unis et, pressentant le potentiel économique futur de l'Amérique latine, décide d'apprendre activement l'espagnol.
Les conflits de compétences sont toutefois légions entre le ministre du Commerce extérieur et Jacques-Yvan Morin, ministre des Affaires intergouvernementales. Ce dernier préfère démissionner de toutes ses fonctions le 4 mars 1983, quelques heures avant un remaniement ministériel où Bernard Landry devient ministre des Relations internationales et du Commerce extérieur.
Le 4 septembre 1984, le Parti progressiste-conservateur de Brian Mulroney est porté au pouvoir en promettant de réformer la Constitution canadienne pour répondre aux aspirations du Québec. Cela provoque une crise parmi les ministres du Parti québécois. D'un côté, les modérés dont Pierre Marc Johnson est le principal représentant souhaitant que le PQ renonce à tout projet d'indépendance à court terme par respect pour l'opinion populaire ; de l'autre, les purs et durs autour de Jacques Parizeau souhaitent que la souveraineté soit au cœur de la prochaine campagne électorale. Bernard Landry louvoie, en circulant d'un camp à l'autre. Ultimement, plusieurs ministres remettent leur démission à partir du 22 novembre. Bernard Landry, qui songe déjà à succéder à René Lévesque, décide de rester en poste.
Le 20 juin 1985, René Lévesque démissionne. Le 2 juillet, Bernard Landry présente sa candidature à la présidence du Parti québécois. Constatant que ses appuis sont trop faibles, il se résigne finalement à se retirer de la course le 16 août. Lorsque Pierre Marc Johnson devient chef du PQ et premier ministre, il offre le ministère des Finances à M. Landry.
Lors des élections générales du 2 décembre, le Parti québécois perd le pouvoir. Bernard Landry est lui-même défait dans la circonscription de Laval-des-Rapides.

### Professeur
En 1986, il devient professeur agrégé au Département des sciences administratives de l’UQAM, poste qu'il occupe jusqu'en 1994. À la même époque, il coanime avec Marius Brisson l’émission Le Monde Magazine diffusée sur la chaîne sherbrookoise Télé-7.
Lors du Conseil national péquiste du 31 janvier 1987, il critique ouvertement le choix de Pierre Marc Johnson de mettre officiellement de côté la souveraineté au profit d’un projet d’« affirmation nationale ». En mars de la même année, il fait paraître Commerce sans frontières, un essai politique préfacé par Jacques Parizeau.
À la fin des années 1980, Bernard Landry milite ardemment en faveur de la ratification de l'Accord de libre-échange canado-américain. En moins de deux ans, il présente plus de 150 conférences sur ce sujet, tout en tenant une chronique chaque semaine dans le quotidien Le Soleil de Québec. Selon Chantal Hébert, le soutien de Landry a joué un rôle dans la réélection du premier ministre conservateur Brian Mulroney lors des élections fédérales canadiennes de 1988.
À la demande de Jacques Parizeau, Bernard Landry accepte le 11 novembre 1989 de devenir le vice-président du Parti québécois.

### Retour à la politique

#### Gouvernement Parizeau

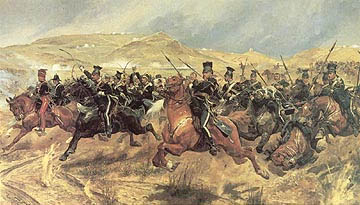
Charge of the Light Brigade, de Richard Caton Woodville (1894).

Lors des élections de 1994, le Parti québécois est reporté au pouvoir, mais ne recueille à l'échelle nationale que 13 744 voix de plus que le Parti libéral du Québec. La nouvelle Action démocratique du Québec recueille 252 721 voix, soit 6,46 % des suffrages. Bernard Landry est élu dans Verchères avec une avance de 8131 votes sur le candidat libéral Sylvain Garneau.
Le 26 septembre 1994, Jacques Parizeau le nomme vice-premier ministre et  ministre des Affaires internationales, de l'Immigration et des Communautés culturelles. Deux mois plus tard, après la démission de Marie Malavoy, il obtient également le titre de ministre responsable de la Francophonie.
Alors que le nouveau premier ministre jongle avec l'idée de déclencher un référendum dès le printemps 1995, il fait face à une contestation de sa stratégie à la fois de la part de Lucien Bouchard, chef du Bloc québécois, et de son propre vice-premier ministre, qui affirme, :

« Nos troupes ne veulent pas être envoyées à l’abattoir. […] Je ne veux pas être le commandant en second de la Brigade légère, qui fut exterminée en Crimée, en 20 minutes, à cause de l’irresponsabilité de ses commandants. »

M. Parizeau décidera finalement que le référendum ne sera déclenché qu'à l'automne 1995,.
Le 30 octobre 1995, Le Québec assiste à la défaite serrée du « Oui » le soir du second référendum sur la souveraineté. Bernard Landry est persuadé que le résultat a été « volé », pointant du doigt notamment le fait que le gouvernement fédéral a dépensé en faveur du maintien de l'unité canadienne des sommes qui correspondent au double des dépendances autorisées pour les Camps du Oui et du Non réunis. Il conservera cette opinion jusqu'au soir de sa vie.

#### Gouvernement Bouchard
Après la démission de Jacques Parizeau, Bernard Landry se rallie à la candidature de Lucien Bouchard, qui devient chef du PQ et premier ministre du Québec.
En plus de le confirmer dans ses fonctions de vice-premier ministre, M. Bouchard le nomme à plusieurs fonctions : ministre d'État à l'Économie et aux Finances, ministre de l'Industrie, du Commerce, de la Science et de la Technologie, ministre des Finances et ministre du Revenu. Le 9 mai 1996, le nouveau ministre des Finances dépose un projet de Loi sur l'élimination du déficit et l'équilibre budgétaire à l'Assemblée nationale, qui est adopté à l'unanimité. Le gouvernement du Québec parvient à éliminer complètement son déficit au cours de l'année financière 1998-1999, soit avec un an d'avance sur l'échéancier prévu.
Au cours de l'an 2000, Bernard Landry finance l'installation de la française Ubisoft, société conceptrice de jeux vidéo, à Montréal. La même année, il crée la Cité du multimédia et annonce la formation de la Cité du commerce électronique.

#### Premier ministre du Québec
Le 3 mars 2001, Bernard Landry succède à Lucien Bouchard à titre de chef du Parti québécois. Le 8 mars, il est assermenté premier ministre du Québec par la lieutenante-gouverneure Lise Thibault.
La même année, il convoqua les chefs de la nation crie de la Baie James à Québec et convint avec le chef du Grand conseil, Ted Moses, de négocier uniquement de « chef de nation à chef de nation ». Le 7 février 2002, Bernard Landry et Ted Moses signèrent la Paix des Braves, un accord qui met l'accent sur l'autonomie de la nation crie de son territoire et de son développement. Aux yeux de Bernard Landry, ce traité mettait un terme au « colonialisme canadien envers les autochtones ». En outre, la Paix des Braves garantissait l'intégralité territoriale du Québec, mettant un terme aux craintes de partition soulevées depuis la campagne référendaire de 1995. Depuis, Ted Moses dit de Bernard Landry qu'il est « un frère ».
En 2001, Bernard Landry critique le fait que le Québec reçoive 1,5 milliard de dollars supplémentaires en paiements de péréquation en qualifiant le statut dégradant du Québec et accuse Ottawa d'avoir changé la province pendant des décennies en déclarant: « Recevoir des paiements de péréquation pendant plus de 40 ans est une preuve évidente que le gouvernement central a échoué dans la redistribution de la richesse réelle ».
Lors des élections générales de 2003, le Parti québécois est chassé du pouvoir par le Parti libéral du Québec mené par Jean Charest. La campagne électorale menée par Bernard Landry fut suivie au jour le jour par le cinéaste Jean-Claude Labrecque, qui en fit un documentaire intitulé À hauteur d'homme. Au Conseil national du Parti québécois en août 2004, après une longue période de réflexion qui avait débuté le jour après l'élection, Bernard Landry annonce le 27 août 2004 qu'il demeure chef du parti et qu'il mènera le Parti québécois aux prochaines élections afin de réaliser l'indépendance du Québec. Sa démission aurait été encouragée par Pauline Marois. De 2003 à 2005, il est chef de l'opposition officielle à l'Assemblée nationale.
Lors du Congrès du 4 juin 2005 à Québec, il se soumet à un vote de confiance où il reçoit un appui qu'il juge décevant de 76,2 %. Poussé vers la sortie par certains de ses collaborateurs (Sylvain Simard, Nicole Léger, Jean-Pierre Charbonneau), il annonce publiquement sa démission à la surprise générale des 1500 congressistes. Les sondages accordent alors au PQ et à la souveraineté des appuis respectifs de 47 % et 55 %. Des années plus tard, Bernard Landry qualifiait toujours son choix de démissionner d'« erreur historique ».
Cependant, plusieurs discutent de l'éventuel retour de Bernard Landry en tant que candidat à sa propre succession, au sein du Parti québécois. Deux sites prônent même son retour en proposant des pétitions aux internautes. Toutefois, Bernard Landry annonce ses couleurs en ne se présentant pas en tant que candidat pour son ancienne circonscription, Verchères, et officialise le tout par voie de communiqué le 16 août 2005.

### Après la politique
En 2005, Bernard Landry retourne au bureau d'avocats Lapointe Rosenstein, cette fois à titre de conseiller émérite, fonction qu'il occupera jusqu'en 2016. Il reprend également son poste de professeur à l'École des sciences de gestion de l'Université du Québec à Montréal. Il y devient chercheur associé à la Chaire Raoul-Dandurand en études stratégiques et diplomatiques. Il ne quitte l'enseignement qu'en mai 2018.
En novembre 2005, il devient animateur de télévision de l'émission Notre Argent au Canal Argent.
En octobre 2006, il est nommé patriote de l'année 2006-2007 par la Société Saint-Jean-Baptiste de Montréal.
En 2006 et 2007, il intervient régulièrement pour défendre, pour critiquer ou pour assister le chef péquiste André Boisclair. Certains l'ont soupçonné, lui et Jacques Parizeau, de prendre part à une rébellion de la vieille garde souverainiste.

### Vie privée
Bernard Landry est père de trois enfants issus d'un premier mariage avec Lorraine Laporte. Après le décès de celle-ci, survenu en 1999, il épouse l'artiste Chantal Renaud.
Le 5 février 2009, Landry est arrêté pour grand excès de vitesse, ayant conduit son véhicule à 120 km/h dans une zone de 50 km/h, et reçoit une contravention de 1 000 $. Il dit au journal Le Devoir qu'il est encore en train d'améliorer sa conduite automobile après plusieurs années où il est conduit par un chauffeur, ayant été premier ministre et chef de l'opposition à l'assemblée nationale.
Il meurt le 6 novembre 2018, à la suite de complications respiratoires liées à une fibrose pulmonaire diagnostiquée une douzaine d’années plus tôt.

## Hommages

### Ordres
- Grand officier de l'Ordre national du Québec (19 juin 2008)
- Commandeur de la Légion d'honneur (2004)
- Grand-croix de l'ordre de la Pléiade (2002)
- Ordre bavarois du Mérite (1999)

### Prix et médailles
- Médaille René-Lévesque (16 mai 2019, à titre posthume)
- Médaille de l'Université du Québec à Montréal (2014)
- Prix Pierre-Bourgault (2008)
- Patriote de l’année de la Société Saint-Jean-Baptiste de Montréal (2006)
- Prix Louis-Joseph-Papineau (2005)

### Toponymie
Est nommé en son honneur :
- un parc dans le quartier Laval-des-Rapides, à Laval (Québec)[65]
- l'édifice Bernard-Landry, à Drummondville, immeuble du Carrefour de la nouvelle économie, appartenant à la Société de développement économique de Drummondville[66] ;
- un barrage et une centrale faisant partie de l'aménagement de l'Eastmain-1[67] :
  - le barrage Bernard-Landry, un barrage sur le cours de la rivière Eastmain, dans le Nord-du-Québec[68] ;
  - la centrale Bernard-Landry, une centrale hydroélectrique d'Hydro-Québec située à une dizaine de kilomètres à l’ouest du barrage Bernard-Landry[69] ;
- la salle Bernard-Landry, un amphithéâtre à l'École des sciences de la gestion de l'Université du Québec à Montréal[70] ;
- Station Griffintown―Bernard-Landry.

## Résultats électoraux

### Résultats électoraux de Bernard Landry
|       | Nom                  | Parti                 | Nombre de voix | %      | Maj.  |
| ----- | -------------------- | --------------------- | -------------- | ------ | ----- |
|       | Robert Quenneville   | Libéral               | 10 929         | 40,3 % | 3 235 |
|       | Pierre Roy (sortant) | Union nationale       | 7 694          | 28,4 % | -     |
|       | Bernard Landry       | Parti québécois       | 7 376          | 27,2 % | -     |
|       | Aurélien Neveu       | Ralliement créditiste | 1 107          | 4,1 %  | -     |
| Total | Total                | Total                 | 27 106         | 100 %  |       |

|       | Nom                | Parti           | Nombre de voix | %      | Maj.  |
| ----- | ------------------ | --------------- | -------------- | ------ | ----- |
|       | Robert Quenneville | Libéral         | 18 010         | 55,6 % | 6 010 |
|       | Bernard Landry     | Parti québécois | 12 000         | 37,1 % | -     |
|       | André Bourbonnière | Créditiste      | 1 712          | 5,3 %  | -     |
|       | Lucien Marcoux     | Union nationale | 666            | 2,1 %  | -     |
| Total | Total              | Total           | 32 388         | 100 %  |       |

|       | Nom                    | Parti                    | Nombre de voix | %      | Maj.  |
| ----- | ---------------------- | ------------------------ | -------------- | ------ | ----- |
|       | Bernard Landry         | Parti québécois          | 24 067         | 51,9 % | 9 078 |
|       | Gilles Houde (sortant) | Libéral                  | 14 989         | 32,4 % | -     |
|       | Julien Laurier         | Union nationale          | 5 658          | 12,2 % | -     |
|       | Conrad Gauthier        | Ralliement créditiste    | 1 156          | 2,5 %  | -     |
|       | Maurice Arbour         | Parti national populaire | 463            | 1 %    | -     |
| Total | Total                  | Total                    | 46 333         | 100 %  |       |

|       | Nom            | Parti             | Nombre de voix | %      | Maj.   |
| ----- | -------------- | ----------------- | -------------- | ------ | ------ |
|       | Bernard Landry | Parti québécois   | 18 667         | 84 %   | 15 840 |
|       | Yvan Bourgoin  | Libéral           | 2 827          | 12,7 % | -      |
|       | Julien Laurier | Union nationale   | 658            | 3 %    | -      |
|       | Émilien Martel | Crédit social uni | 70             | 0,3 %  | -      |
| Total | Total          | Total             | 22 222         | 100 %  |        |

|       | Nom                      | Parti               | Nombre de voix | %      | Maj.  |
| ----- | ------------------------ | ------------------- | -------------- | ------ | ----- |
|       | Guy Bélanger             | Libéral             | 15 223         | 52,1 % | 2 111 |
|       | Bernard Landry (sortant) | Parti québécois     | 13 112         | 44,8 % | -     |
|       | Denis Labelle            | NPD Québec          | 704            | 2,4 %  | -     |
|       | Émilien Martel           | Crédit social uni   | 122            | 0,4 %  | -     |
|       | Louise Rivard            | Socialisme chrétien | 83             | 0,3 %  | -     |
| Total | Total                    | Total               | 29 244         | 100 %  |       |

|       | Nom             | Parti               | Nombre de voix | %      | Maj.  |
| ----- | --------------- | ------------------- | -------------- | ------ | ----- |
|       | Bernard Landry  | Parti québécois     | 16 308         | 57,8 % | 8 131 |
|       | Sylvain Garneau | Libéral             | 8 177          | 29 %   | -     |
|       | Robert Sévigny  | Action démocratique | 3 356          | 11,9 % | -     |
|       | Bernard Gormley | Loi naturelle       | 386            | 1,4 %  | -     |
| Total | Total           | Total               | 28 227         | 100 %  |       |

|       | Nom                      | Parti                 | Nombre de voix | %      | Maj.   |
| ----- | ------------------------ | --------------------- | -------------- | ------ | ------ |
|       | Bernard Landry (sortant) | Parti québécois       | 19 055         | 60,6 % | 11 768 |
|       | Patrick Doyon            | Libéral               | 7 287          | 23,2 % | -      |
|       | Stéphane Morin           | Action démocratique   | 4 747          | 15,1 % | -      |
|       | Germain Dallaire         | Démocratie socialiste | 335            | 1,1 %  | -      |
| Total | Total                    | Total                 | 31 424         | 100 %  |        |

|       | Nom                      | Parti               | Nombre de voix | %      | Maj.  |
| ----- | ------------------------ | ------------------- | -------------- | ------ | ----- |
|       | Bernard Landry (sortant) | Parti québécois     | 16 963         | 54,8 % | 8 243 |
|       | Mario Lebrun             | Libéral             | 8 720          | 28,2 % | -     |
|       | François Pratte          | Action démocratique | 4 585          | 14,8 % | -     |
|       | Sébastien Drouin         | Bloc pot            | 505            | 1,6 %  | -     |
|       | Marc-André Morvan        | UFP                 | 195            | 0,6 %  | -     |
| Total | Total                    | Total               | 30 968         | 100 %  |       |

### Résultats électoraux du Parti québécois sous Landry
| Partis | Partis                | Chef                             | Candidats | Sièges | Sièges | Voix      | Voix   | Voix    |
| Partis | Partis                | Chef                             | Candidats | 1998   | Élus   | Nb        | %      | +/-     |
| --- | --------------------- | -------------------------------- | --------- | ------ | ------ | --------- | ------ | ------- |
| | Libéral               | Jean Charest                     | 125       | 48     | 76     | 1 755 863 | 46 %   | +2,44 % |
| | Parti québécois       | Bernard Landry                   | 125       | 76     | 45     | 1 269 183 | 33,2 % | -9,63 % |
| | Action démocratique   | Mario Dumont                     | 125       | 1      | 4      | 694 122   | 18,2 % | +6,37 % |
| | UFP                   | Pierre Dostie et Molly Alexander | 74        | -      | -      | 40 422    | 1,1 %  | -       |
| | Bloc pot              | Hugô St-Onge                     | 56        | -      | -      | 22 904    | 0,6 %  | +0,36 % |
| | Vert                  | Richard Savignac                 | 37        | -      | -      | 16 975    | 0,4 %  | -       |
| | Égalité               | Keith Henderson                  | 21        | -      | -      | 4 051     | 0,1 %  | -0,20 % |
| | Démocratie chrétienne | Gilles Noël                      | 25        | -      | -      | 3 226     | 0,1 %  | -0,11 % |
| | Marxiste-léniniste    | Claude Brunelle                  | 23        | -      | -      | 2 749     | 0,1 %  | +0,00 % |
| | Indépendant           | Indépendant                      | 35        | -      | -      | 8 269     | 0,2 %  | -0,09 % |
| Total | Total                 | Total                            | 646       | 125    | 125    | 3 817 764 | 100 %  |         |
| Le taux de participation lors de l'élection était de 70,4 % et 48 484 bulletins ont été rejetés. Il y avait 5 490 551 personnes inscrites sur la liste électorale pour l'élection. |                       |                                  |           |        |        |           |        |         |

## Publications
- (en) Quebec's foreign trade, 1982
- Préface du recueil d'articles Les 58 moyens d'exporter de Price Waterhouse, 1985
- Commerce sans frontières : le sens du libre-échange, 1987
- Préface de La Francophonie et le dialogue des cultures, 2001
- La Cause du Québec, 2002
- Le Commerce international : une approche nord-américaine, 2008 (en collaboration avec Antoine Panet-Raymond et Denis Robichaud)
- « La mondialisation rend la souveraineté plus nécessaire et urgente que jamais », dans L'Action nationale, mars 1999 (en ligne)
- «  Pour l'indépendance politique et pétrolière », dans Le Devoir, 13 juin 2008 (en ligne)
- Préface de Introduction critique aux relations internationales du Québec - Le mythe d'une politique étrangère, de Jean-François Payette 2011